# Hualien (stad)
Hualien of Hualian (traditioneel Chinees: 花蓮; vereenvoudigd Chinees: 花莲; pinyin: Huālián) is de hoofdstad van het gelijknamige arrondissement (xiàn) in Taiwan. Hualien telt ongeveer 111.000 inwoners. Op 3 april 2024 werd Hualien getroffen door een zware aardbeving.

## Galerij

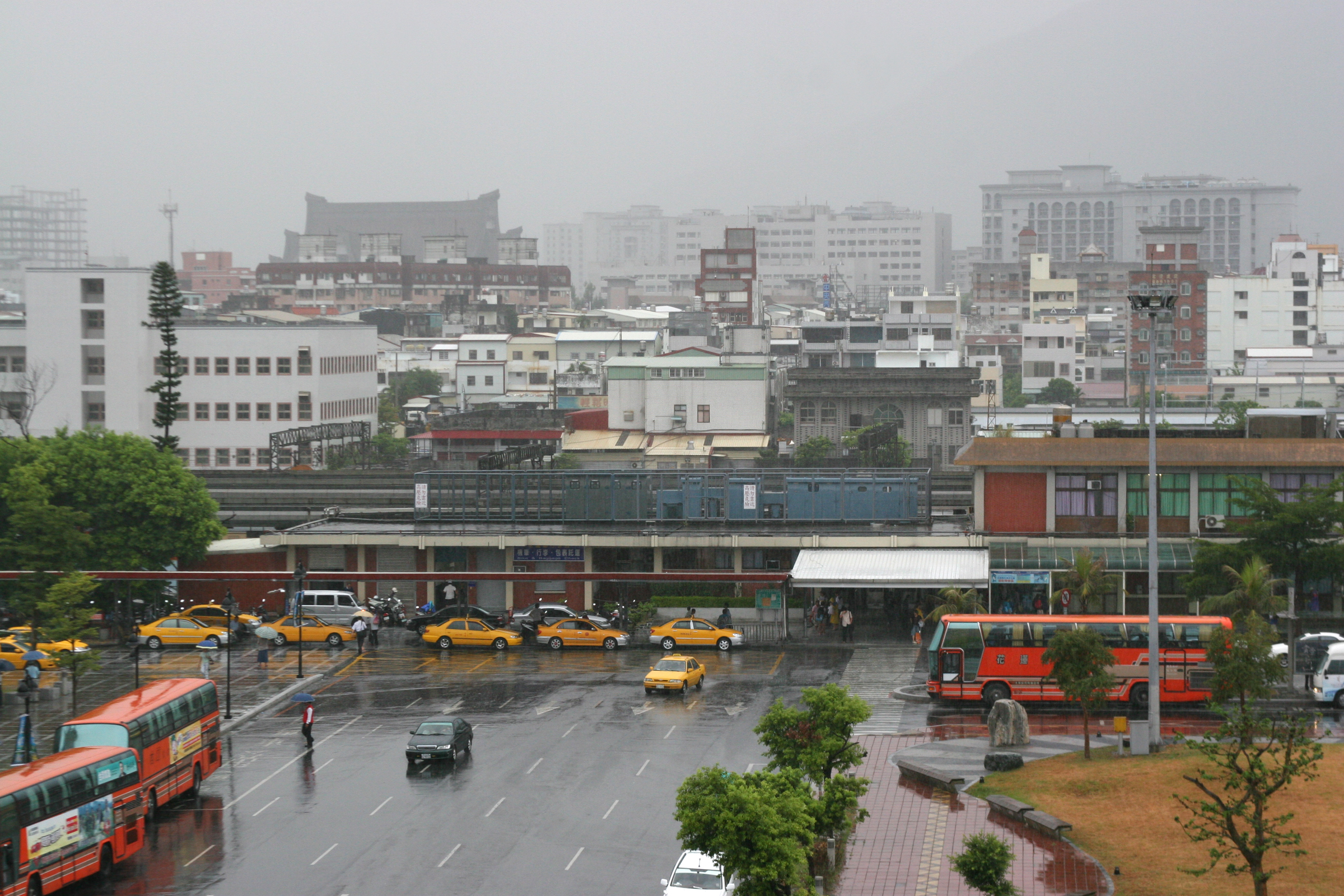
Station
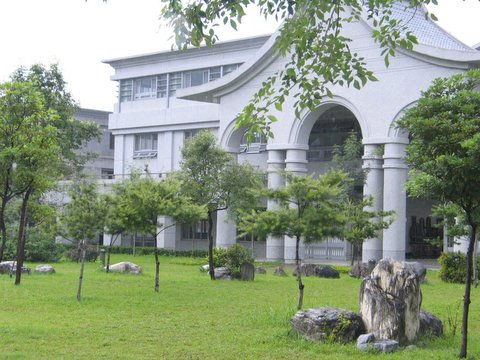
Universiteit
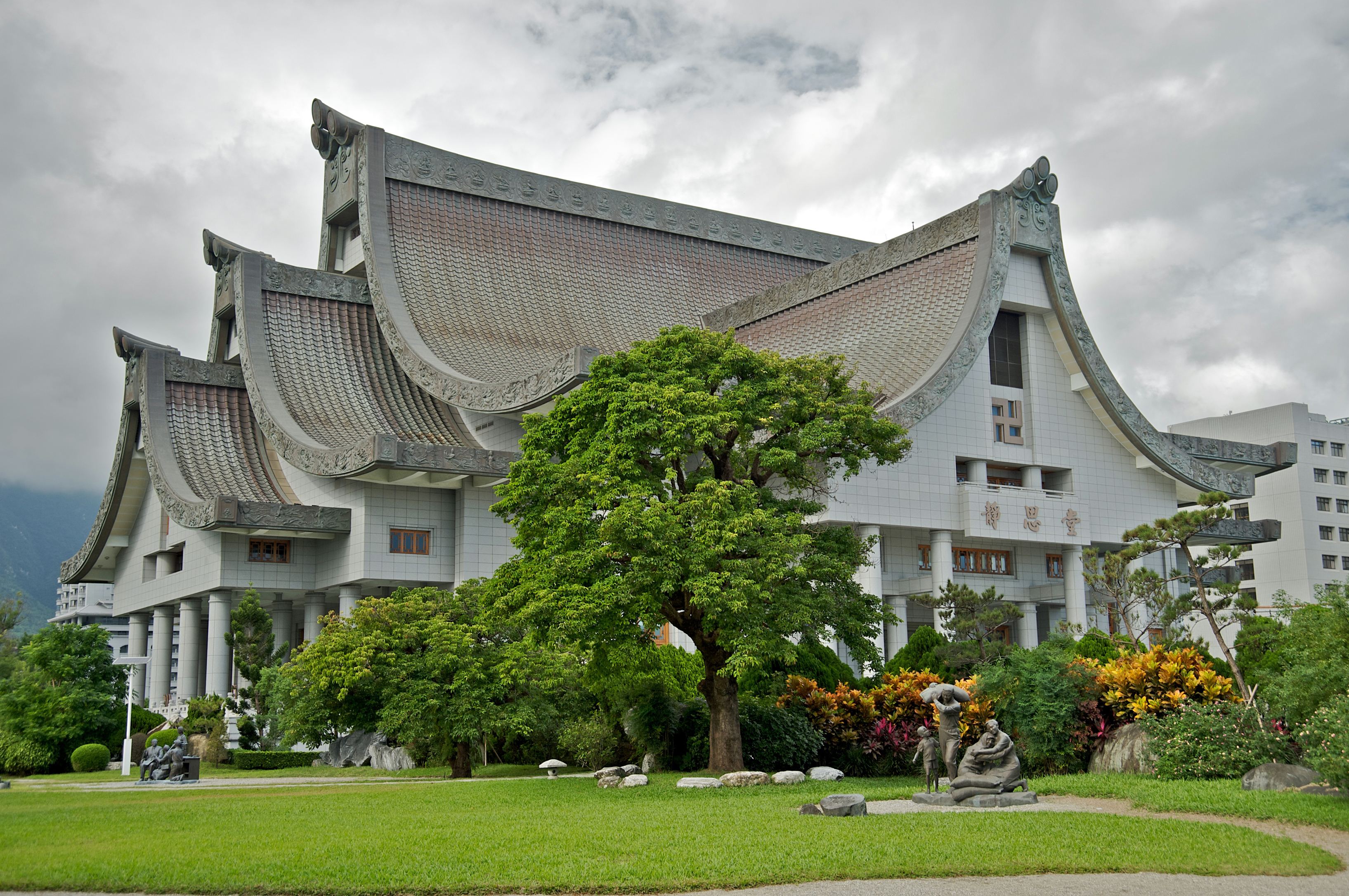
JingSi Hall
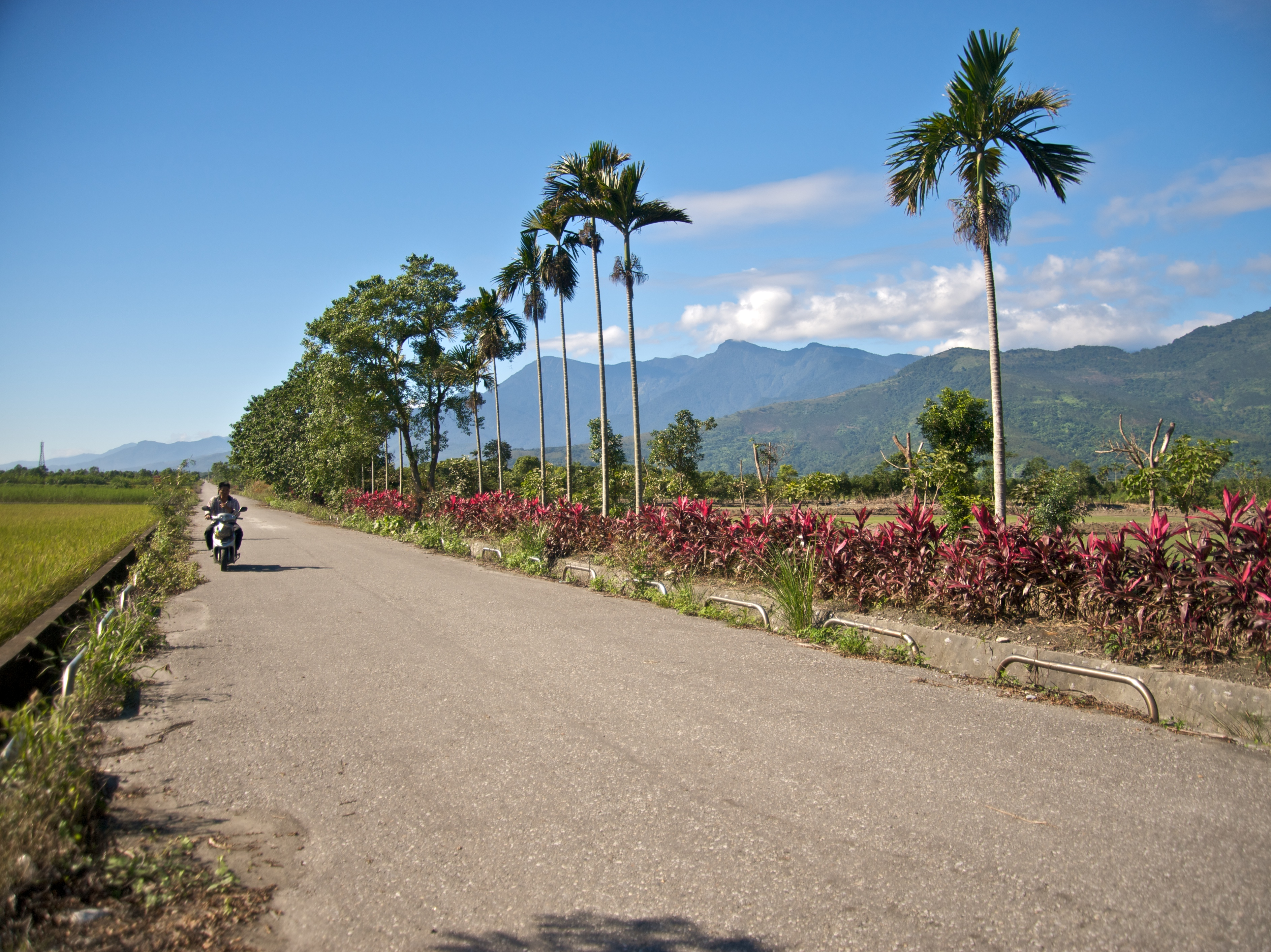
Omgeving
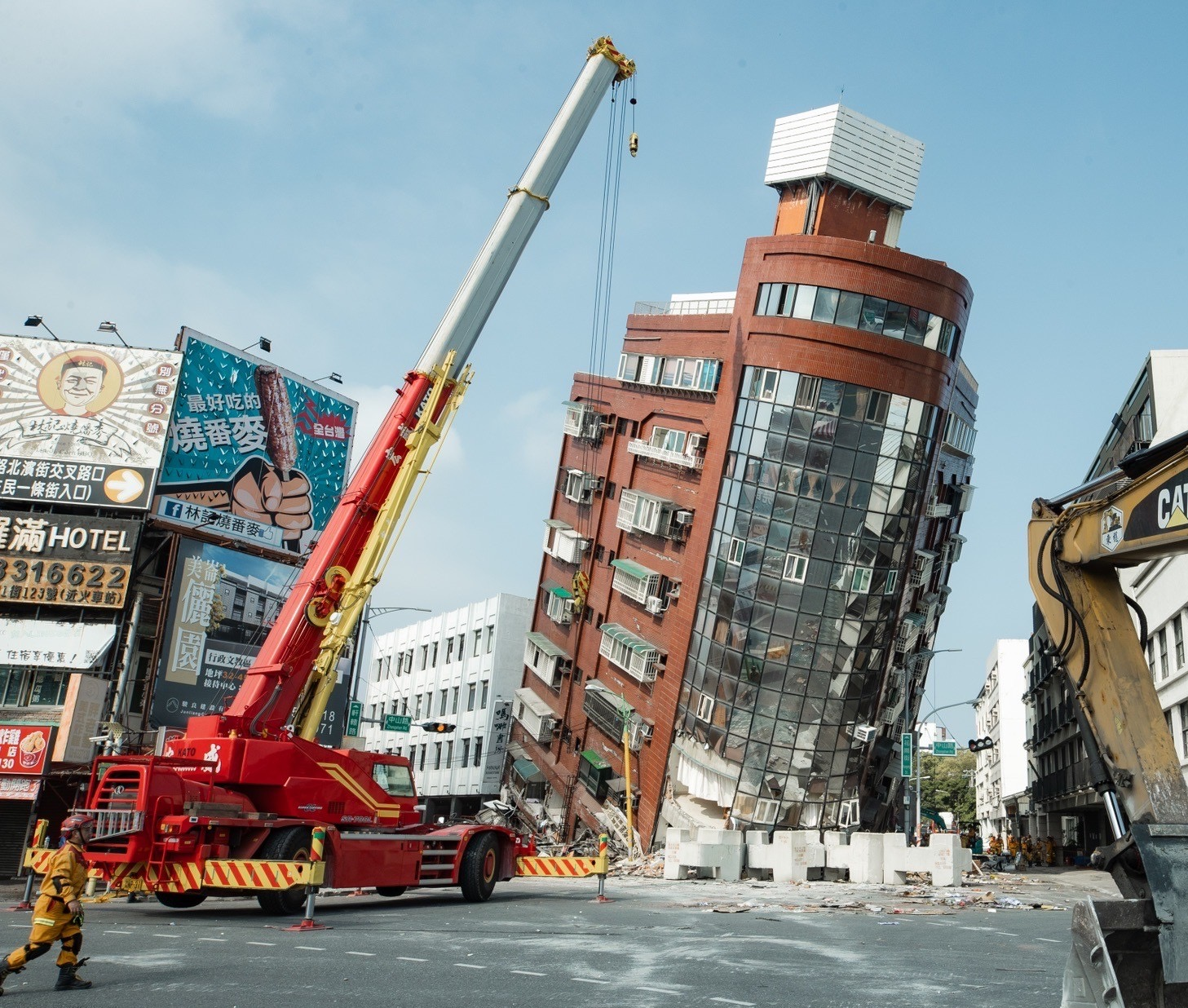
Hualien na zware aardbeving